# Ragnarök
Die Ragnarök (auch ragnarökr altnordisch „Schicksal der Götter“; aus regin, gen. pl. ragna „Gott“, rök „Ursache, Sinn des Ursprungs“) ist die Sage von Geschichte und Untergang der Götter (Weltuntergang) in der Nordischen Mythologie, wie es die Völuspá prophezeit.
Die deutsche Übersetzung „Götterdämmerung“ geht auf eine Fehlinterpretation von Snorri Sturluson zurück: Während die ältere Lieder-Edda von ragnarök singt („Schicksal der Götter“), schreibt Snorri Sturluson in seiner Prosabearbeitung stets ragna rökr („Götterdämmerung“; vgl. altnordisch røkkr „Dunkelheit“).
Der letzte Abschnitt der Ragnarök schildert die neue Welt, die nach dem Untergang der alten Welt entsteht.

## Inhalt

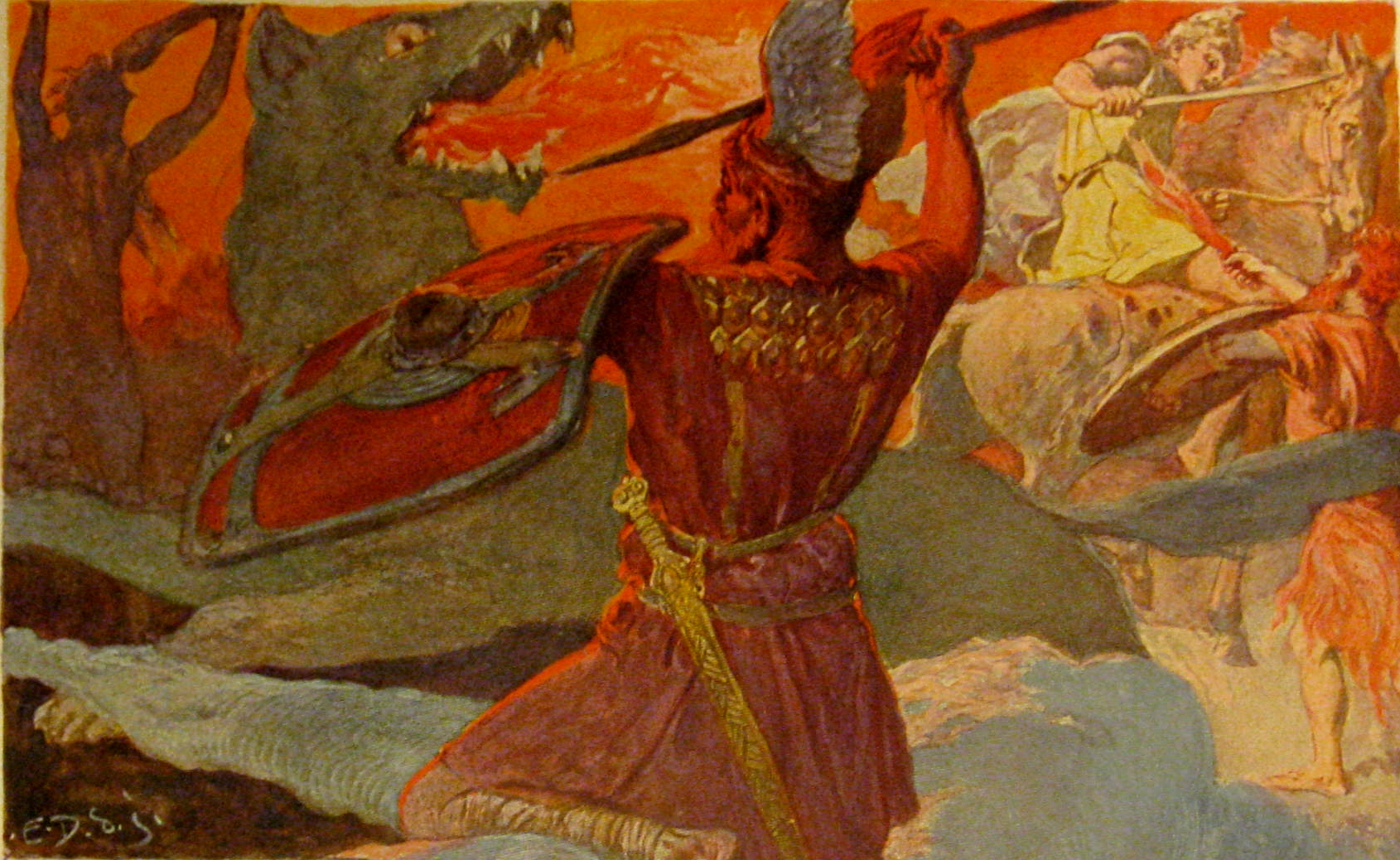
Odin und Fenriswolf, Freyr und Surt (Gemälde von Emil Doepler, aus dem Zyklus Walhall: Die Götterwelt der Germanen, um 1900)

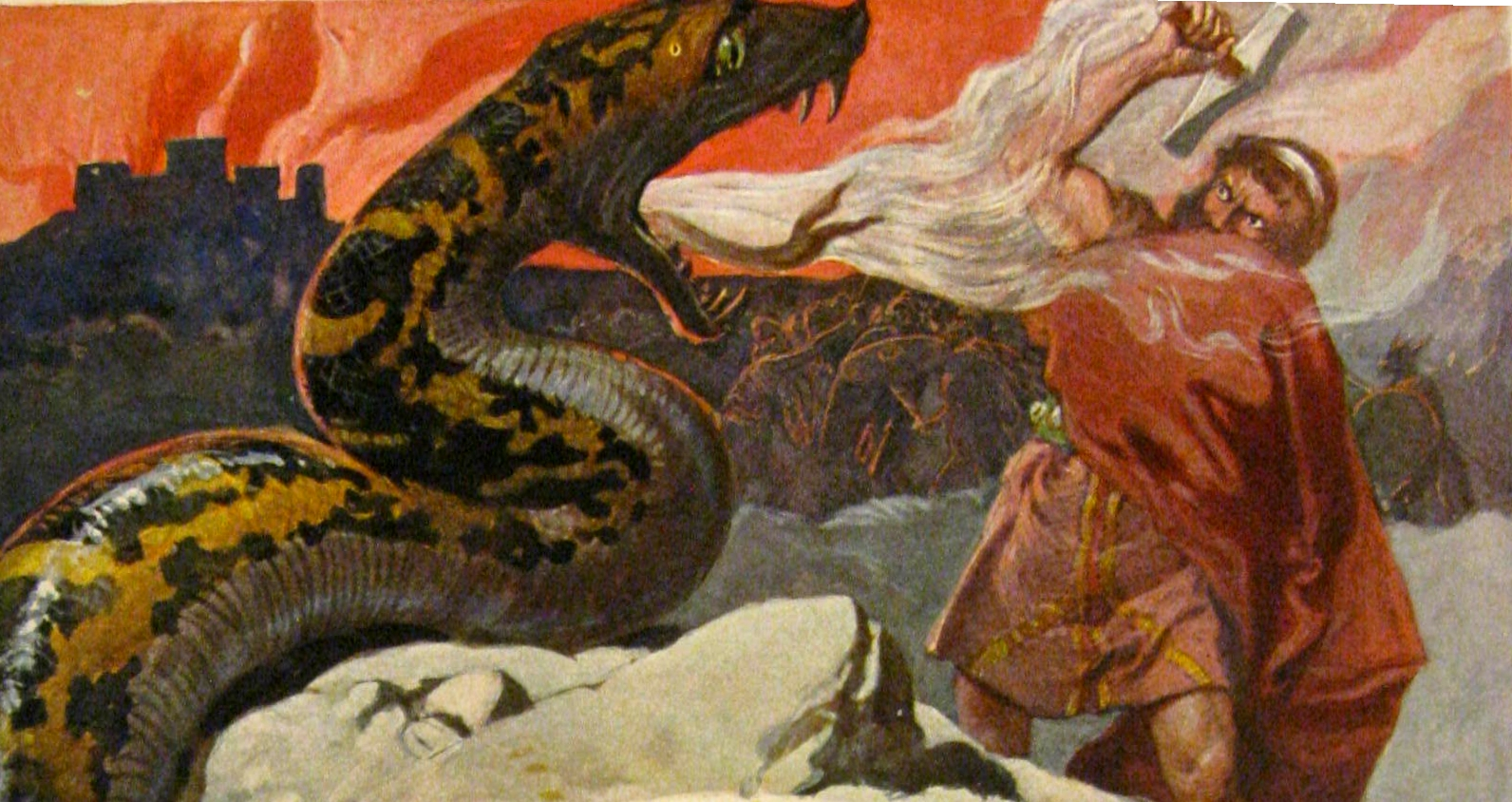
Thor und die Midgardschlange (Emil Doepler, um 1900)

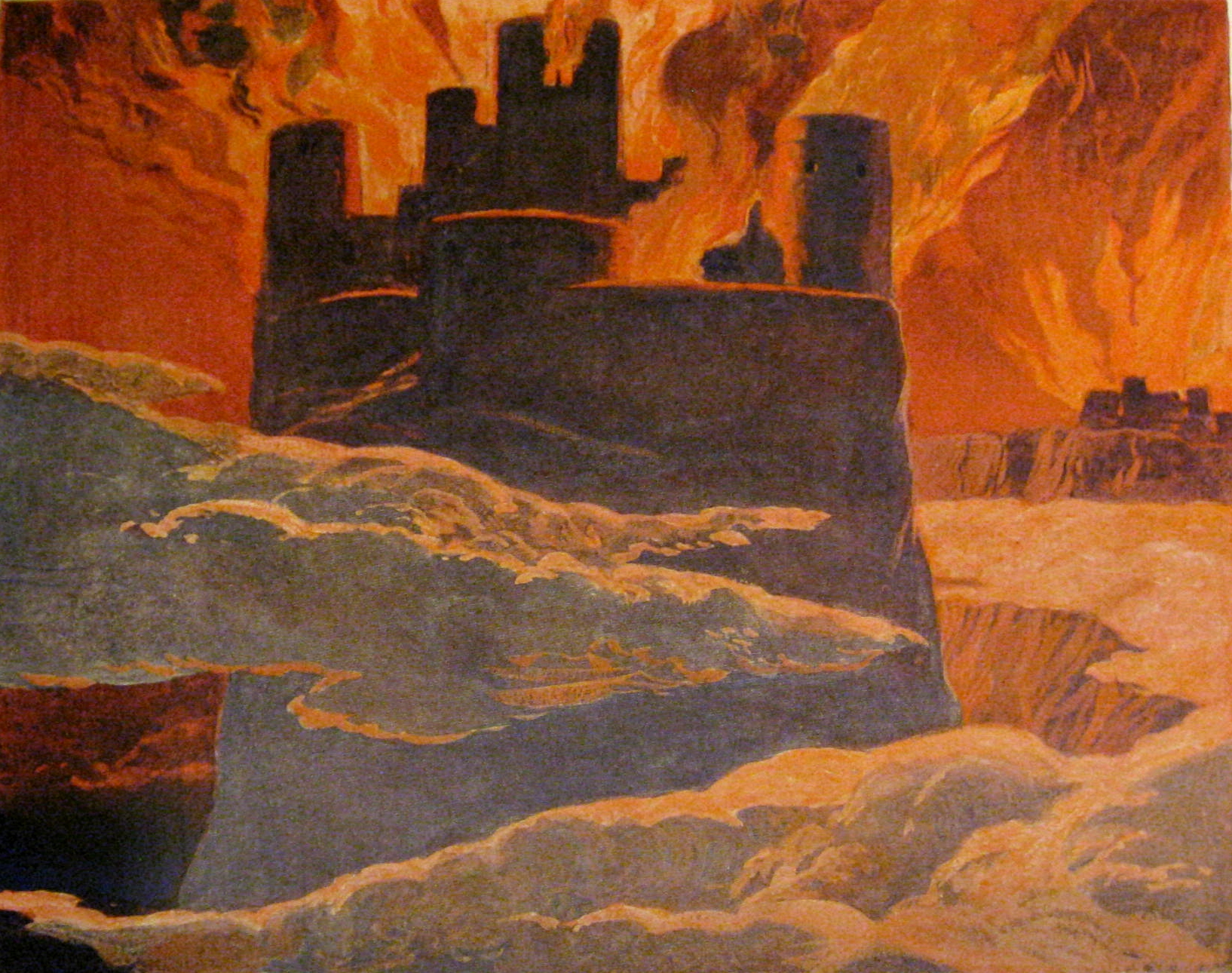
Eine Szene aus der letzten Phase der Ragnarök, nachdem Surt die Welt in Brand gesteckt hat (Emil Doepler, um 1900)

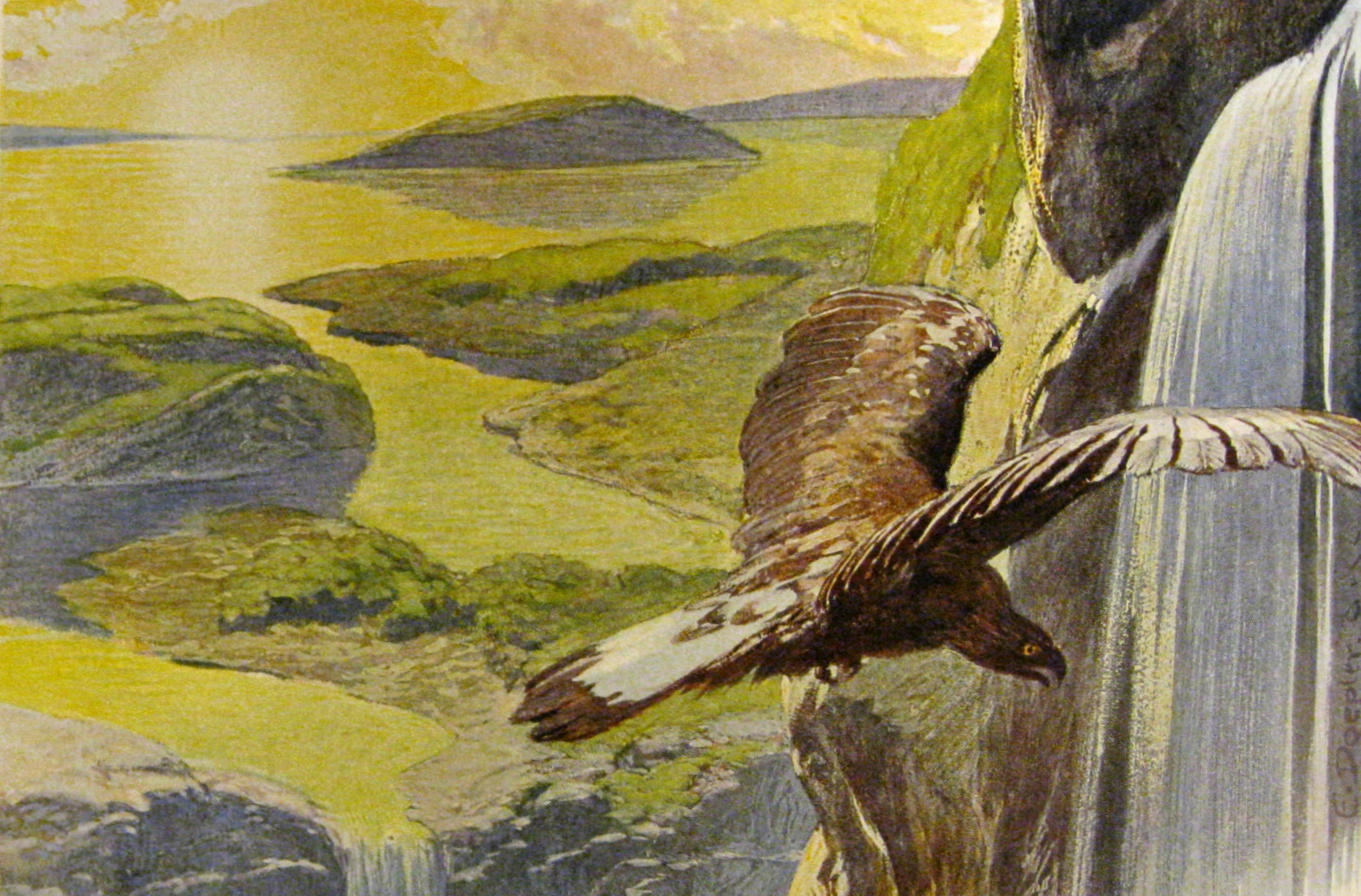
Die neue Welt nach der Ragnarök, wie sie in der Völuspá beschrieben wird (Emil Doepler, um 1900)

Ragnarök heißt der Kampf der Götter und Riesen, in dessen Folge die ganze Welt untergeht. Drei Jahre heftiger Kämpfe und dann ein ebenso langer Fimbulwinter kündigen ihn an.
Die Wölfe Skalli und Hati (einer anderen Überlieferung zufolge Managarm) verfolgen die Sonne bzw. den Mond, um sie zu verschlingen. Daraufhin sollen Sterne vom Himmel fallen. In der Folge beginnt die Erde zu beben; alle Bäume werden entwurzelt, sämtliche Berge stürzen. Durch diese Beben kann sich der Fenriswolf von seiner Kette lösen, die Midgardschlange kommt an Land, welches überflutet wird.
Die Überschwemmung macht das Totenschiff Naglfar aus Finger- und Zehennägeln der Toten flott.
Der Fenriswolf spuckt Feuer, die Midgardschlange versprüht ihr Gift, was Luft und Meer entzündet. Muspells Söhne kommen durch diesen Tumult hervorgeritten – allen voran Surt, der Feuerriese.
Sie überqueren die Brücke Bifröst, die daraufhin zusammenstürzt.
Sie ziehen zur Ebene Wigrid, wo sie sich mit dem Fenriswolf, der Midgardschlange, Loki, Hrym (dem Steuermann von Naglfar), allen Hrimthursen und Hels Gefolge treffen. Dort nehmen sie die Schlachtordnung ein.
Heimdall erhebt sich und stößt mit aller Kraft in sein Gjallarhorn, ein  Rufhorn, und warnt damit alle Götter, die sich beraten.
Odin reitet zu Mimirs Brunnen, um Rat zu holen. Die Asen und alle Einherjer, d. h. die in Schlachten gefallenen Toten aus Walhall, wappnen sich danach zum Kampf.
An der Spitze reitet Odin mit seinem Speer Gungnir, seinem Goldhelm und seinem schönen Harnisch.
In der folgenden Schlacht kämpft Freyr gegen Surt, wobei Freyr unterliegt, weil er (laut einem anderen Mythos) sein Schwert seinem Knecht Skirnir gegeben hat.
Der Hund Garm, der Wächter der Unterwelt, greift Tyr an. Beide töten sich gegenseitig. Thor gelingt es, die Midgardschlange zu besiegen. Kaum ist er neun Schritte von der Schlange weggegangen, stirbt er jedoch an ihrem Gift. Odin tritt gegen den Fenriswolf an, der ihn verschlingt.
Odins Sohn Vidar rächt den Vater: Er steigt dem Fenriswolf mit seinem ledernen Stiefel ins Maul, reißt sein Maul entzwei und ersticht ihn durch den Rachen. Loki kämpft gegen Heimdall, auch sie erschlagen sich gegenseitig. Schließlich schleudert Surt Feuer über die ganze Welt, das alles zerstört (Weltenbrand).
Die Asen versammeln sich. Flammen und Rauch schießen zum Himmel. Durch den Ausgleich von Ordnung und Chaos entsteht ein Gleichgewicht, das es dem wiedergeborenen Allvater Fimbultyr (Odin) ermöglicht, eine neue Welt zu schaffen. Die Asen einen sich am Idafelde. Alles Böse bessert sich. Die Fassung der Hauksbók hat als 65. Strophe:
| Þá kemur inn ríki að regindómi öflugur ofan, sá er öllu ræður. | Da kommt der Mächtige zu seiner ordnenden Herrschaft kraftvoll von oben, er, der alles steuert. |

Thors Söhne Magni und Modi treffen sich mit Odins Söhnen Vidar und Vali im ehemaligen Asgard. Balder und Hödur kehren aus Hel zurück.
Ob Nidhöggr, der Menschenwürger, der die entseelten Leiber aussaugt, am Ende der Ragnarök stirbt, ist nicht ganz klar. Man kann interpretieren, dass mit „er senkt sich nieder“ sein Tod gemeint ist; aber auch, dass das Böse das Ende der Welt überdauert und wiederkehrt.
| Þar kemur inn dimmi dreki fljúgandi, naður fránn, neðan frá Niðafjöllum; ber sér í fjöðrum, flýgur völl yfir, Niðhöggur nái. Nú mun hún sökkvast. | Nun kommt der dunkle Drache geflogen, die Natter, hernieder aus Nidafelsen. Das Feld überfliegend, trägt er auf den Flügeln, Nidhöggur, Leichen. Und nieder senkt er sich. |

## Deutung
Man hat Ende des 19. und Anfang des 20. Jahrhunderts einen Einfluss christlicher Eschatologie feststellen wollen. Inzwischen hat sich die Auffassung durchgesetzt, dass Weltuntergangsvorstellungen im gesamten indogermanischen Raum heimisch waren und ein christlicher Einfluss eher unwahrscheinlich ist. Insbesondere hielten manche Forscher die oben zitierte 65. Strophe der Hauksbók für einen Einschub, der auf Christus hinweisen sollte. Sigurður Nordal hielt die Strophe zwar für ursprünglich, aber der Vorstellungsinhalt sei von christlichen Vorstellungen beeinflusst. Gro Steinsland hat dagegen aufgezeigt, dass diese Strophe nicht in ein christliches, sondern eher in ein heidnisches Weltbild passt.
1. In die christliche Vorstellungswelt passe nicht, dass sich Christus in einen Rat der Asen begibt, der in Strophe 60 gerade zusammengetreten ist.
2. Nach der christlichen Lehre kommt die neue Welt zusammen mit der Wiederkunft Christi. Hier kommt „der Mächtige“ erst, nachdem die neue Welt in den Strophen davor bereits entstanden ist.
3. Der Ausdruck inn ríki ist wie andere ähnliche Ausdrücke inn mikli (Strophe 55; „der Starke“) und inn mæri (Strophe 57; „der Großartige“) zu diesen Heldenepitheta als Herrschereigenschaft der Durchsetzungsfähigkeit zu stellen. Auf Christus wird dieser Ausdruck nirgends angewendet. Das Wort regindómi, ein Wort, das sonst nirgends vorkommt, wurde für das „letzte Gericht“ gehalten.[10] regin ist aber in anderem Kontext der Edda die ordnende Macht der Asen, und dóm ist in anderem Kontext (konungsdómr, jarldómr) oft nur das „Reich“ oder auch nur „-tum“ (heiðin dómr „Heidentum“). Auch öflugur („kraftvoll“) ist viel in vorchristlichen Texten zu finden. Und dass die Asen im Himmel wohnen, so dass „der Mächtige“ von oben kommt, ist in der Edda oft bezeugt. Selbst bei dieser Strophe, die als Hauptbeleg für den christlichen Einfluss herangezogen wurde, ist der heidnische Ursprung sehr wahrscheinlich.

## Künstlerische Rezeption

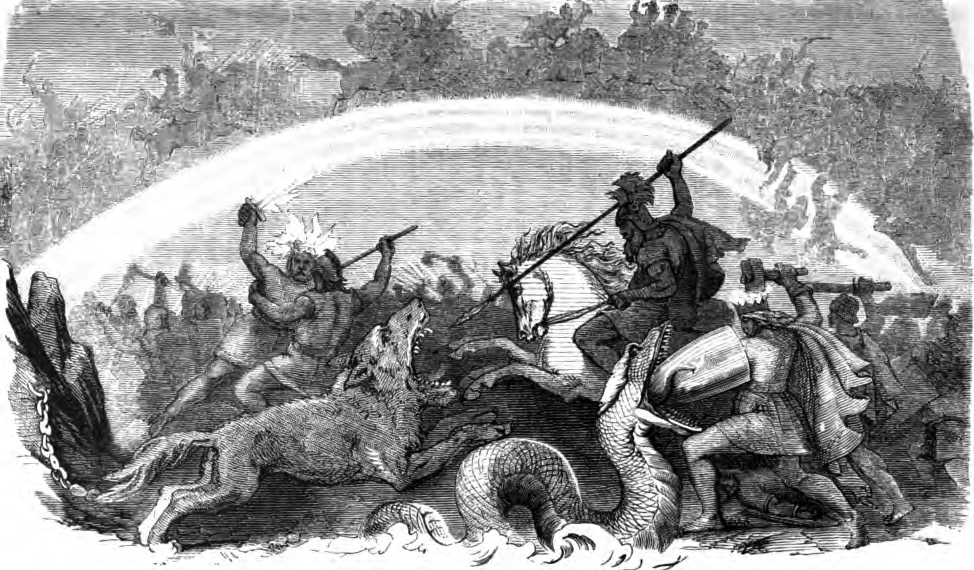
Kampf der untergehenden Götter von Friedrich Wilhelm Heine

Richard Wagner behandelt das Thema in seiner Oper Götterdämmerung, dem vierten Teil der Tetralogie Der Ring des Nibelungen. 
Der dritte Thor-Film im Marvel Cinematic Universe, Thor: Tag der Entscheidung (Originaltitel: Thor: Ragnarok), befasst sich mit dem Untergang Asgards, wobei sich der Film nur entfernt an die mythologische Vorlage hält.
Im schwedischen Film Operation Schwarze Krabbe wird die Beschreibung von Ragnarök zitiert: „Eine Zeit der Waffen, eine Zeit der Wölfe, eine Zeit ohne Gnade, Bruder tötet Bruder, Eltern töten ihre Kinder, die Sonne geht unter und auf einen harten Winter folgt ein Winter, dem wiederum ein Winter folgt.“
Die dänische Fantasy- und Coming-of-Age-Fernsehserie „Ragnarök“ behandelt den Themenkreis der Edda und der Ragnarök.